# سيرجي كوفاليف
سيرجي إيفانوفيتش كوفاليف (25 سبتمبر 1886 - 12 نوفمبر 1960) (بالروسية: Сергей Иванович Ковалёв) هو عالم سوفيتي متخصص في العصور القديمة الكلاسيكية. كان مهتمًا بشكل خاص في الفترة الهلنستية، وأصول المسيحية، والتاريخ الروماني، وعلم التأريخ القديم.

## حياته
ولد كوفاليف في قرية كوغاناد. في عام 1910، التحق بقسم التاريخ والفلسفة في جامعة سانت بطرسبرغ، قبل أن يُجنّد في الجيش سنة 1915. في عام 1922، تخرج كوفاليف من قسم العلوم الاجتماعية في جامعة سانت بطرسبرغ. حصل على الأستاذية وأصبح رئيس قسم العالم القديم في جامعة سانت بطرسبرغ. كما عمل في فرع بطرسبورغ (ثم لينينغراد) من معهد التاريخ التابع لأكاديمية العلوم السوفياتية.
في عام 1930، نشر كوفاليف مقالا عن تشكيل الدولة المقدونية القديمة تحت فيليب والاسكندر الأكبر. في عام 1936، نشر أول كتاب شامل عن السوفيت في التاريخ القديم للمدرسة الثانوية. أصبح أحد محرري الكتاب السوفييتي المؤلف من ثلاثة مجلدات «تاريخ العالم القديم»، حيث كتب فصلين: «صعود مقدونيا وغزو آسيا» و «فلسفة وفن اليونان خلال ذروتها».
ما بين 1945-1948، نشر كوفاليف عمله «تاريخ روما». ما بين 1956-1960، كان كوفاليف مديرًا لمتحف تاريخ الدين والإلحاد.